# Cardiocondyla atalanta
Cardiocondyla atalanta es una especie de hormiga del género Cardiocondyla, tribu Crematogastrini, familia Formicidae. Fue descrita científicamente por Forel en 1915.
Se distribuye por Australia, islas Lord Howe y Norfolk.